# Amalga
Amalga est une municipalité américaine située dans le comté de Cache, dans l’Utah. Sa population s’élevait à 488 habitants lors du recensement de 2010.

## Géographie
Selon le Bureau du recensement des États-Unis, la municipalité s'étend en 2010 sur une superficie de 3,54 milles carrés (9,17 km2), dont 0,12 mille carré (0,31 km2) d'étendues d'eau.

## Histoire
Fondée au milieu du XIXe siècle, la localité porte le nom d’une entreprise, la Amalgamated Sugar Company, qui s'y est implantée dans les années 1900. Amalga devient une municipalité en 1938.